# Lestodiplosis septemguttata
Lestodiplosis septemguttata är en tvåvingeart som beskrevs av Jean-Jacques Kieffer 1898. Lestodiplosis septemguttata ingår i släktet Lestodiplosis och familjen gallmyggor.
Artens utbredningsområde är Frankrike. Inga underarter finns listade i Catalogue of Life.